# Ayoze (rey de Jandía)
Ayoze (también transcrito como Ayose) fue el monarca indígena del reino de Jandía, en el sur de la isla de Fuerteventura (Canarias), a principios del siglo XV. Junto con Guise, rey de Maxorata, es uno de los dos últimos jefes tribales conocidos antes de la conquista normanda de la isla.

## Contexto histórico
Durante el siglo XV, Fuerteventura se encontraba dividida en dos territorios gobernados por líderes independientes:
- Maxorata, al norte, bajo el mando de Guise.
- Jandía, al sur, gobernado por Ayoze.

Ambos territorios estaban separados por una muralla de piedras de mar a mar, conocida como la línea de separación entre reinos.

## Conquista y rendición
La conquista de Fuerteventura por parte de los europeos se llevó a cabo entre 1402 y 1405, dirigida por el normando Jean de Béthencourt. Tras una campaña sin grandes enfrentamientos, ambos monarcas aborígenes decidieron rendirse.
Según las crónicas de la época, Guise fue bautizado el 18 de enero de 1405 con el nombre cristiano de Luis, mientras que Ayoze lo fue diez días después, el 28 de enero de 1405, adoptando el nombre de Alfonso. Ambos recibieron tierras y casas en el reparto colonial posterior.

## Leyenda y fuerza física
Ayoze fue descrito por los cronistas como un hombre de fuerza hercúlea. Se cuenta que, durante una visita diplomática al palacio de Guise, Ayoze partió con las manos un queso de año, duro como una piedra, y luego preparó un sobado de gofio mientras conversaba con otros líderes. La escena fue recogida en crónicas de Bontier, Le Verrier y Abreu Galindo.

## Legado
- El nombre Ayose (modernizado como Ayoze) se ha mantenido en la toponimia y en los nombres personales de Canarias.
- En la localidad de Betancuria se encuentra el Mirador de Guise y Ayose, donde se alzan dos grandes esculturas de los antiguos reyes indígenas, obra del artista Emiliano Hernández.[5]